# 小二十面半十二面体
小二十面半十二面体 (Small Icosihemidodecahedron)とは、一様多面体の一種で、二十・十二面体の正五角形の面を削り5枚の二等辺三角形にしたものである。この二等辺三角形は二十・十二面体の赤道面である正十角形を形作る。またこの立体は(凸でないものを含む場合の)準正多面体でもある(ただし、英語版Wikipediaでは準正多面体としては扱われておらず、代わりにHemipolyhedronの一種として扱われている)。
- 構成面： 正三角形 20枚、正十角形 6枚
- 辺： 60
- 頂点： 30
- 頂点形状： 3,10,3/2,10 (3,10,3,10が蝶ネクタイ形に交差する)
- ワイソフ記号： 3 3/2|5
- 枠： 二十・十二面体
- 双対： Small icosihemidodecacron （無限遠点を含む）
- 外接球半径： 一辺を2とすると {\displaystyle {\sqrt {5}}+1}

## 同じ枠を持つ立体
- 二十・十二面体
- 小二十面半十二面体
- 小十二面半十二面体
- 大二十・十二面体
- 大十二面半十二面体
- 大二十面半十二面体
- 十二・十二面体
- 小十二面半二十面体
- 大十二面半二十面体
- 5個の正八面体による複合多面体
- 5個の四面半六面体による複合多面体